# Día Internacional de los Vuelos Espaciales Tripulados
El Día Internacional de los Vuelos Espaciales Tripulados es una jornada que se celebra anualmente el 12 de abril desde 2011, establecida por Asamblea General de las Naciones Unidas (AGNU), el 7 de abril de ese mismo año.

## Proclamación
La Asamblea General de la ONU, en su sesion número 65 del 7 de abril del 2011, proclamó el Día Internacional de los Vuelos Espaciales Tripulados. El objetivo de este día es celebrar el comienzo de la era espacial para la humanidad conmemorando el primer vuelo espacial tripulado, destacando la contribución de la ciencia y la tecnología espaciales a los objetivos de desarrollo sostenible y al bienestar de los Estados y los pueblos, así como asegurar que el espacio ultraterrestre se mantenga para fines pacíficos.

## Celebración
Se celebra anualmente el 12 de abril para recordar el vuelo de Yuri Gagarin en 1961, un evento que no solo demostró la viabilidad del viaje humano más allá de la atmósfera terrestre, sino que también marcó el inicio de una nueva era de exploración espacial. La primera celebración tuvo lugar en 2011, coincidiendo con el 50 aniversario de dicho vuelo. Estos eventos han incluido la emisión de sellos conmemorativos por la Administración Postal de las Naciones Unidas y exposiciones que resaltan los logros en la exploración espacial, como la organizada por la Misión Permanente de la Federación Rusa ante las Naciones Unidas en Viena, que muestra fotografías y recuerdos de la hazaña de Gagarin y su gira de buena voluntad por el mundo.

## Las Naciones Unidas y el espacio ultraterrestre
Desde el inicio de la era espacial, las Naciones Unidas han jugado un papel crucial en fomentar el uso pacífico del espacio ultraterrestre. En 1967, el Tratado sobre los principios que deben regir las actividades de los Estados en el espacio ultraterrestre estableció un marco legal para estas actividades. La Oficina de las Naciones Unidas para los Asuntos del Espacio Ultraterrestre (UNOOSA, por sus siglas en inglés) y la Comisión de las Naciones Unidas sobre los Usos Pacíficos del Espacio Ultraterrestre (COPUOS, por sus sigleas en inglés) lideran la cooperación internacional y la implementación de la legislación espacial, asegurando que el espacio siga siendo un dominio para la paz y el desarrollo humano.